# 中日基本條約
《關於中華民國日本國間基本關係條約》，簡稱《中日基本關係條約》或《中日基本條約》（日语：〔〕），是汪精卫国民政府與大日本帝國于1940年在南京簽訂的不平等條約。

## 概要
根據這項條約，日本第二次近衛內閣正式承認汪精衛南京國民政府為中國中央政府。雙方聲稱，將根據東亞新秩序建立互惠關係，並強調永久善鄰友好（第1條）、共同防共（第3條）、共同資源開發和經濟提携（第6條）等原則。《中日通商航海條約》等中方多年來要求廢除的不平等條約也被正式廢除。
但與此同時，日本軍隊以維護公共安全為藉口，被允許駐紮在蒙疆及華北地區（第3條、第4條），并且條約《附加議定書》允許日本軍隊在中國領土內發動戰爭（《附加議定書》第1條）。實際上，該條約使汪精衛政權正式成為日本的傀儡政權。

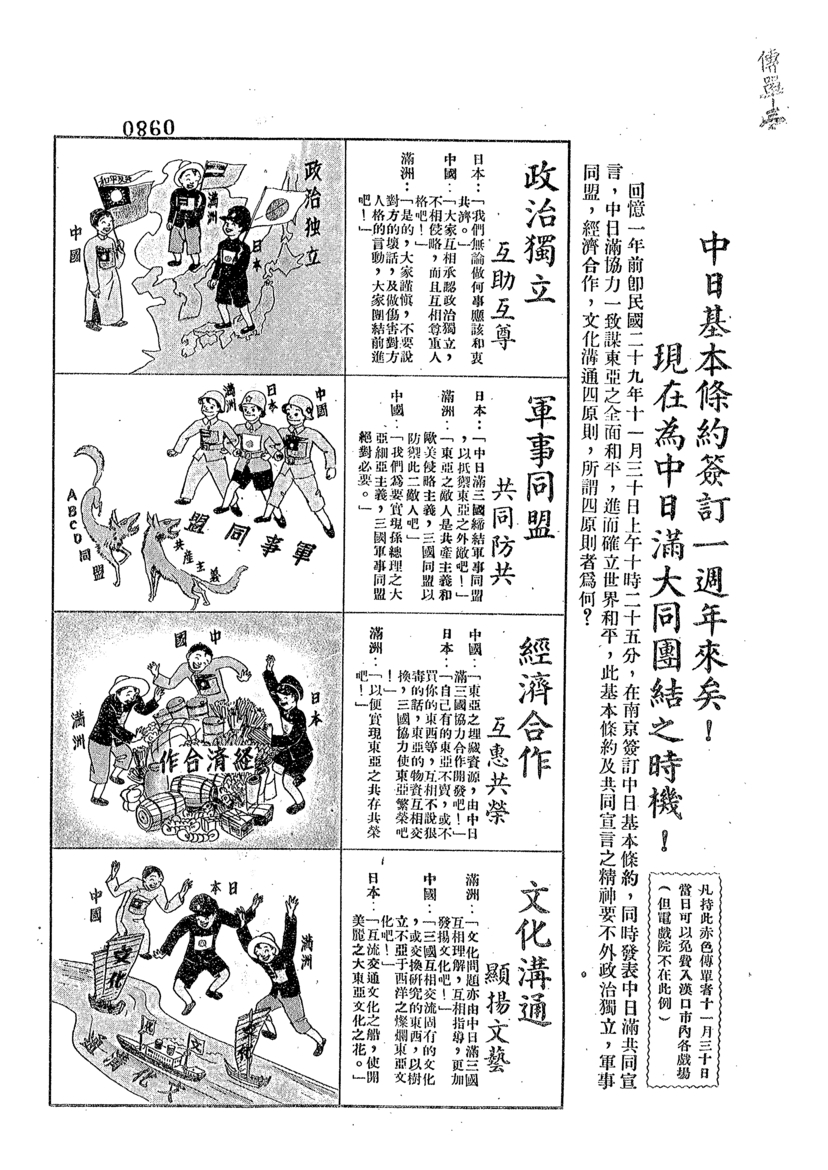
《中日基本條約》1941年的宣传单